# Nicola Jaeger
Nicola Jaeger (Pisa, 15 agosto 1903 – Milano, 10 gennaio 1975) è stato un giurista e magistrato italiano.
È stato professore ordinario di Diritto processuale civile. Nel 1946, insieme ad altri giuristi, ha fondato Il Foro Padano, rivista di giurisprudenza nell'alta Italia.

È stato eletto giudice della Corte costituzionale dal Parlamento in seduta comune il 30 novembre 1955 e ha giurato il 15 dicembre 1955. È cessato dalla carica il 15 dicembre 1967.
Il figlio Pier Giusto fu professore di diritto commerciale all'Università di Milano.